# Шуваликов, Владимир Васильевич
Владимир Васильевич Шуваликов — советский военный деятель, генерал-лейтенант артиллерии.

## Биография
Родился 6 августа 1889 года в Тамбове.
В июле 1907 года поступил и в 1909 году окончил Александровское военное училище, получил звание портупей-юнкер. Выпущен в 10-й гренадерский Малороссийский полк. С 1910 г. — подпоручик.
C 1917 года — штабс-капитан, направлен на службу в 3-ю гренадерскую артиллерийскую бригаду, назначен командиром 3-й батареи. Состоял в дивизионном комитете от своей бригады. С января 1918-го отправился в отпуск по причине болезни, с апреля 1918 г. проживал в Ростове.
В РККА с 25 июля 1918 года.
С января 1919 года - командир артиллерийской батареи, с июля 1919 года - командир сводного учебного дивизиона. С января 1920 года - командир 18-го легкого артиллерийского дивизиона. С августа 1920 года - начальник артиллерии 14-й стрелковой дивизии.
С октября 1922 года - начальник гарнизона Октябрьских казарм. С декабря 1924 года - начальник артиллерии 3-го стрелкового корпуса Московского ВО. В 1928 году окончил КУВНАС при Военной академии РККА имени М.В. Фрунзе.
С февраля 1929 года - руководитель партийного и учебного отделов АКУКС. С июня 1930 года - начальник учебного отдела АКУКС. С 1932 года — начальник командного факультета Военной академии РККА имени М.В. Фрунзе и начальник Высших артиллерийских курсов в Ленинграде.
С мая 1936 года - начальник инженерно-командного факультета, начальник кафедры тактики Артиллерийской академии имени Ф.Э. Дзержинского.
С 6 октября 1941 года - начальник артиллерии Орловского, а с 22 декабря 1941 года - начальник артиллерии Южно-Уральского военных округов. С июля 1944 года - командующий Гороховецким учебным артиллерийским лагерем.
С 16 января 1946 года - заместитель начальника Высшей офицерской артиллерийской школы.
С 16 января 1951 года - в отставке.
Умер 24 марта 1970 года в Ленинграде. Похоронен на Северном кладбище.
В РККА 28 ноября 1935 г. Шуваликову присвоено звание комбриг. 4 июня 1940 г. — генерал-майор артиллерии. 18 ноября 1944 г. — генерал-лейтенант артиллерии.